# Cattedrale del Sacro Cuore (Suva)
La cattedrale del Sacro Cuore (in inglese: Sacred Heart Cathedral) è la chiesa cattedrale di Suva, nelle isole Figi, ed è la sede dell'arcidiocesi di Suva.

## Descrizione
La cattedrale di Suva è stata costruita nel 1902 ed è oggi il principale edificio cattolico del paese. La struttura architettonica si ispira alle chiese presenti a Roma. La cattedrale ha vetrate e una cripta nel seminterrato.